# خلق‌آباد (ازبکستان)
خلق‌آباد (به ازبکی: Khalkabad) یک منطقهٔ مسکونی در ازبکستان است که در استان سرخان‌دریا واقع شده‌است.

## خصوصیات
خلق‌آباد ۷٬۵۱۵ نفر جمعیت دارد.